# Форвард уговор
Форвард уговор је уговор између две стране о продаји или куповини неке имовине (која може бити било кога облика) у унапред одређеном тренутку у будућности. Једна страна се слаже да купи, а друга да прода нешто по раније договореној цени. Код такве купопродаје исплата се врши тек на датум доспећа уговора.
Форвард уговор се користи да би се контролисао и умањио ризик од, на пример, промене курса валута или од промене цена сировина, као што је нафта.
Сродан али не и идентичан је појам терминских уговора („фјучерса“).

## Пример форвард уговора
Уколико особа А намерава да купи кућу за годину дана, и, у исто време, особа Б има кућу коју намерава да прода за годину дана, обе стране могу склопити форвард уговор. Нека су се сложили да цена за годину дана буде 104.000 евра.
Под претпоставком да кућа после годину дана достигне тржишну вредност од 110.000 евра, а, како по уговору особа Б мора да је прода за 104.000 евра, особа А је зарадила 6.000 евра (разлику између реалне тржишне вредности и цене коју ће заиста платити да би купила кућу), јер може ту исту кућу након куповине од особе Б, продати за 110.000 евра. Са друге стране,  особа Б је реално зарадила 4.000 евра, пошто је кућу која је вредела 100.000 продала за 104.000 евра, али је и потенцијално изгубила 6.000 евра, јер је могла продати ту кућу за 110.000 евра, да није склопила форвард уговор.

## Процена форвард уговора
У претходном примеру, кућа чији је власник особа Б у тренутку склапања уговора вреди 100.000 евра, а особа А жели да је купи за годину дана. С обзиром да би особа Б могла кућу да прода одмах и добијени новац уложи у банку, те да за годину дана добије и камату, да би пристала на форвард уговор са особом А, потребно је да од ње добије бар онолико новца колико би имала после годину дана штедње у банци. Уколико је, на пример, ефективна каматна стопа на орочени улог 4% годишње, после годину дана особа Б би на рачуну имала 104.000 евра, што је и минимални износ на који јој се исплати да склопи форвард уговор.
Како, са друге стране, особа А, као купац, покушава да издејствује што нижу цену, јасно је да ће уговор бити склопљен бар на 104.000 евра, или уопште неће ни бити потписан.

## Рационално одређивање вредности форвард уговора
Претпоставимо да је {\displaystyle \scriptstyle S_{t}} вредност неке имовине у одређено време {\displaystyle \scriptstyle t}, а да је {\displaystyle \scriptstyle r} сложена каматна стопа. Онда је реална вредност по којој треба склопити форвард уговор који ће се ипунити у тренутку {\displaystyle \scriptstyle T}, дата формулом {\displaystyle \scriptstyle F_{t,T}=S_{t}e^{r(T-t)}}.
Уколико би било {\displaystyle \scriptstyle F_{t,T}>S_{t}e^{r(T-t)}}, тада би инвеститор могао:
- добити кредит од банке у износу {\displaystyle \scriptstyle S_{t}} по каматној стопи {\displaystyle \scriptstyle r},
- купити позајмљеним новцем имовину у вредности {\displaystyle \scriptstyle S_{t}},
- склопити форвард уговор да ће продати купљену имовину у тренутку {\displaystyle \scriptstyle T}, што га тада ништа не кошта.

После ових трансакција инвеститор нема трошкова, пошто је количина позајмљеног новац једнака количини новца уложеног у изабрану имовину.
У тренутку {\displaystyle \scriptstyle T} би поновио претходне кораке у обрнутом редоследу, односно:
- отплатио би кредит банци, у износу {\displaystyle \scriptstyle -S_{t}e^{r(T-t)}}
- испунио обавезе форвард уговора и добио {\displaystyle \scriptstyle F_{t,T}} за имовину која у том тренутку вреди {\displaystyle \scriptstyle S_{T}}

На крају би инвеститор имао {\displaystyle \scriptstyle F_{t,T}-S_{t}e^{r(T-t)}}, што је по почетној претпоставци позитивна величина, па би на описани начин увек зарађивао.
Уколико би било {\displaystyle \scriptstyle F_{t,T}<S_{t}e^{r(T-t)}}, инвеститор би чинио обратно него у претходном случају и опет би имао сигурну зараду.
Због тога је реално да цена форвард уговора буде {\displaystyle \scriptstyle F_{t,T}=S_{t}e^{r(T-t)}}.